# Michel Bizot (metrostation)
Michel Bizot  is een station van de metro in Parijs langs metrolijn 8, onder de Avenue Daumesnil in het 12de arrondissement. Het station is vernoemd naar de avenue du Général-Michel-Bizot, op haar beurt weer vernoemd naar een generaal, voorheen directeur van de école polytechnique, die sneuvelde bij het Beleg van Sebastopol in de Krimoorlog.

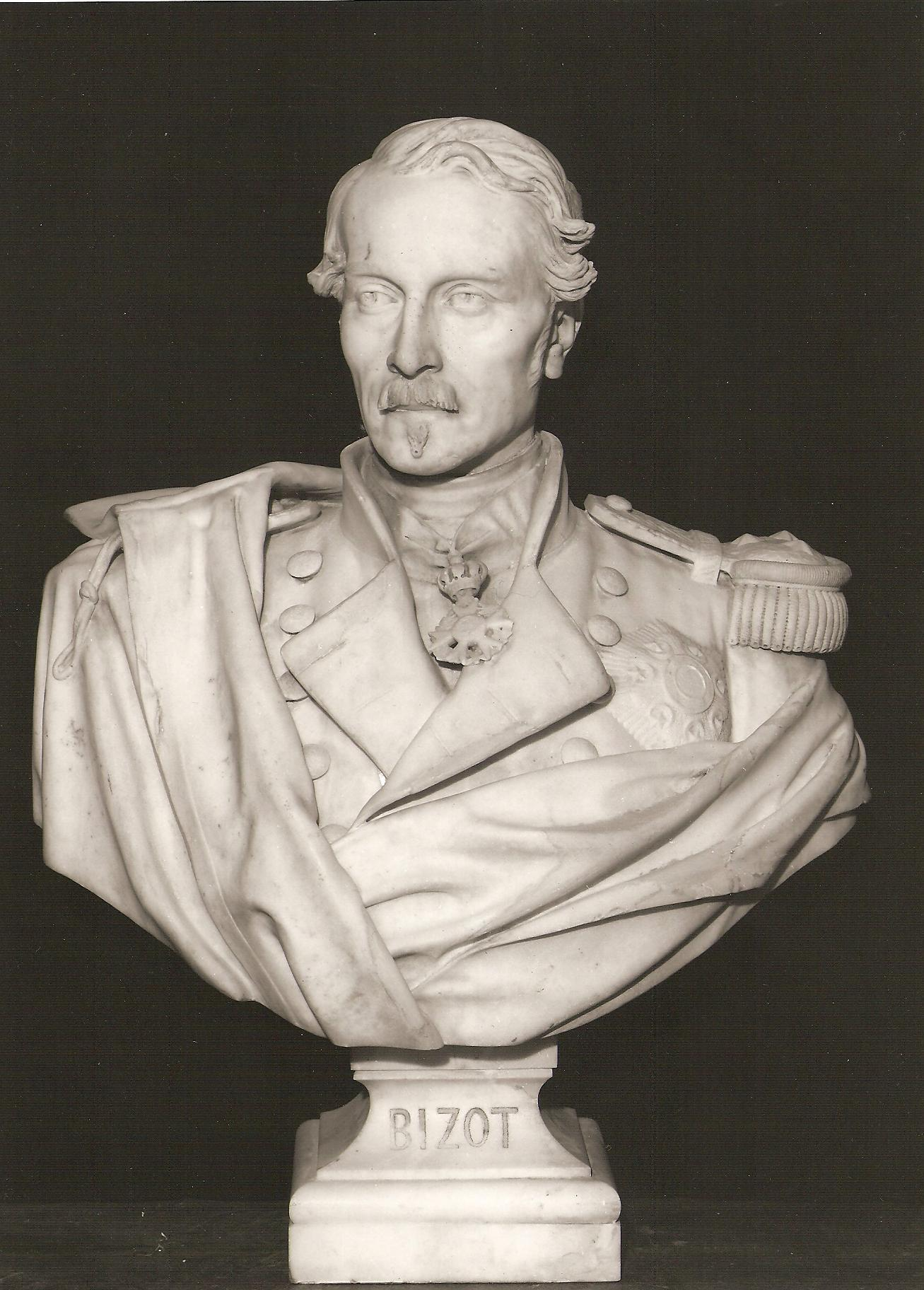
Borstbeeld van Bizot, in het museum van Versailles

Balard ·
Lourmel ·
Boucicaut ·
Félix Faure ·
Commerce ·
La Motte-Picquet - Grenelle ·
Champ de Mars ·
École Militaire ·
La Tour-Maubourg ·
Invalides ·
Concorde ·
Madeleine ·
Opéra ·
Richelieu - Drouot ·
Grands Boulevards ·
Bonne Nouvelle ·
Strasbourg - Saint-Denis ·
République ·
Filles du Calvaire ·
Saint-Sébastian - Froissart ·
Chemin Vert ·
Bastille ·
Ledru-Rollin ·
Faidherbe - Chaligny ·
Reuilly - Diderot ·
Montgallet ·
Daumesnil ·
Michel Bizot ·
Porte Dorée ·
Porte de Charenton ·
Liberté ·
Charenton - Écoles ·
École Vétérinaire de Maisons-Alfort ·
Maisons-Alfort - Stade ·
Maisons-Alfort - Les Juilliottes ·
Créteil - L'Échat ·
Créteil - Université ·
Créteil - Préfecture ·
Pointe du Lac